# Elezioni parlamentari in Cambogia del 2008
Le elezioni parlamentari in Cambogia del 2008 si tennero il 27 luglio per il rinnovo dell'Assemblea nazionale.

## Risultati
| Liste                                 | Voti      | %    | Seggi |
| ------------------------------------- | --------- | ---- | ----- |
| Partito Popolare Cambogiano           | 3.492.374 | 58,1 | 90    |
| Partito Sam Rainsy                    | 1.316.714 | 21,9 | 26    |
| Partito per i Diritti Umani           | 397.816   | 6,62 | 3     |
| Partito Norodom Ranariddh             | 337.943   | 5,62 | 2     |
| Funcinpec                             | 303.764   | 5,05 | 2     |
| Lega per la Democrazia                | 68.909    | 1,15 | -     |
| Partito Democratico Khmer             | 32.386    | 0,54 | -     |
| Partito del Movimento Democratico     | 25.065    | 0,42 | -     |
| Partito della Società della Giustizia | 14.112    | 0,23 | -     |
| Partito Repubblicano Khmer            | 11.693    | 0,19 | -     |
| Partito Anti-Povertà Khmer            | 9.501     | 0,16 | -     |
| Totale                                | 6.010.277 |      | 123   |